# Miroslav Duben
Miroslav Duben (* 8. listopadu 1974 v Havlíčkově Brodě) je bývalý český hokejový obránce. Momentálně je trenér u mládeže v klubu BK Havlíčkův Brod.

## Hráčská kariéra
S hokejem začínal v rodném městě Havlíčkův Brod, za který odehrál mládežnické kategorie a debutoval v 1. lize, v sezóně 1994/95. Debut v nejvyšší české lize odehrál za klub HC Dukla Jihlava v sezóně 1997/98, v ročníku odehrál všech 52 zápasů. Za Duklu odehrál pět sezón (1997/02), v kádru hrával pravidelně od sezóny 1997/98. V závěru sezóny 1999/2000 Jihlava sestoupila do nižší ligy, v posledním roku působení Dukly odehrál 39 zápasů, ve kterých nasbíral 14 bodů, pomohl klubu vyhrát 1. ligu playoff, po prohře v baráži s týmem HC Vítkovice 0:4 na zápasy nepostoupili. Během působení v 1. lize odehrál dva zápasy v české nejvyšší soutěži za tým HC IPB Pardubice.
26. července 2000 se dohodl na přestupu do týmu HC IPB Pardubice. V Pardubicích odehrál celkem pět sezón (1999/2004), ve kterých odehrál 180 zápasů a připsal si 35 bodů a v sezóně 2002/03 pomohl týmu se dostat do finále playoff, ve kterém prohráli s týmem HC Slavia Praha 3:4 na zápasy. Po skončení smlouvy v Pardubicích projevil o něho zájem tým Bílí Tygři Liberec, se kterým podepsal tříletou smlouvu. V Liberci odehrál všech 52 zápasů a opět si zahrál v playoff, po páté v řadě. Po skončení ročníku přestoupil do týmu HC Energie Karlovy Vary, kde tým převzal smlouvu od Liberce, měl platnou smlouvu na dva roky. Před začátkem sezóny 2007/08 prodloužil smlouvu s Energii o následující dva roky.
V Karlových Varech odehrál čtyři sezóny (2005/09), ve kterých odehrál 256 zápasů, v nichž nasbíral 41 bodů. V sezóně 2007/08 pomohl týmu se dostat do finále playoff, tehdy podlehli týmu HC Slavia Praha 3:4 na zápasy. V sezóně 2008/09 pomohl vybojovat titul mistra české extraligy. Po vypršení smlouvy v týmu HC Energie Karlovy Vary přestoupil již ke svému pátému celku působící v nejvyšší soutěži BK Mladá Boleslav, se kterým se dohodl na dvouleté smlouvě. V rámci hostování nastupoval do ledna 2011 za prvoligový celek HC Vrchlabí. 9. ledna 2011 společně s Peterem Fabušem se dohodli s klubem BK Mladá Boleslav o zrušení smlouvy. Po skončení hostování přestoupil do Slovenské nejvyšší ligy k týmu HK Ardo Nitra. Po vypršení smlouvy oznámil 30. dubna 2011 konec kariéry.
Návrat k lednímu hokeji uskutečnil na začátku sezony 2014/15. Dohodl se s klubem HC Ledeč nad Sázavou, který hraje pardubický kraj. K týmu ho přivedl hlavní trenér Ledče Milan Chalupa. První utkání nastoupil proti soupeři HC Slovan Moravská Třebová. V základní části odehrál z 22 zápasů 21 a jeden zápas odehrál v playoff. Po 18 letech se vrátil do mateřského týmu Havlíčkova Brodu, aby pomohl vrátit klub do první ligy.

## Trenérská kariéra
Před sezónou 2015/16 se stal hrajícím asistentem trenéra v mateřském Havlíčkově Brodě, která před sezónou sestoupil do 2. hokejové ligy. Pro sezonu 2018/19 se stal asistentem hlavního trenéra Jiřího Čelanského v Havlíčkově Brodě. Po sezoně nadále pokračoval v tamním klubu, jako asistent vedl juniorské družstvo v nižší soutěži v ročníku 2019/20. Ročník 2022/23 vedl jako hlavní trenér dorost, tým skončil v základní části na předposledním sedmém místě a o účast v play off na posledním sestupovém dvanáctém místě. 

## Ocenění a úspěchy
- 1998 ČHL – Nejlepší nováček

## Prvenství
- Debut v ČHL - 2. září 1997 (HC Dukla Jihlava proti HC Slavia Praha)
- První asistence v ČHL - 7. září 1997 (HC Dukla Jihlava proti HC Chemopetrol Litvínov)
- První gól v ČHL - 16. října 1997 (HC Dukla Jihlava proti HC ZPS Barum Zlín, českému brankáři Robertu Hamrlovi)

## Klubová statistika
| Sezóna       | Klub                         | Soutěž       |     | Základní část | Základní část | Základní část | Základní část | Základní část |   | Play off | Play off | Play off | Play off | Play off |
| Sezóna       | Klub                         | Soutěž       | Z   | G             | A             | B             | TM            | Z             | G | A        | B        | TM       |          |          |
| 1994/1995    | BK VTJ Havlíčkův Brod        | 1.ČHL        | —   | 1             | 6             | 7             | —             | —             | — | —        | —        | —        |          |          |
| 1995/1996    | HC Rebel Havlíčkův Brod      | 1.ČHL        | 39  | 7             | 6             | 13            | 67            | —             | — | —        | —        | —        |          |          |
| 1996/1997    | HC Rebel Havlíčkův Brod      | 1.ČHL        | 52  | 5             | 6             | 11            | 107           | —             | — | —        | —        | —        |          |          |
| 1997/1998    | HC Dukla Jihlava             | ČHL          | 52  | 6             | 17            | 23            | 70            | —             | — | —        | —        | —        |          |          |
| 1998/1999    | HC Dukla Jihlava             | ČHL          | 52  | 3             | 10            | 13            | 50            | —             | — | —        | —        | —        |          |          |
| 1999/2000    | HC Dukla Jihlava             | 1.ČHL        | 39  | 6             | 8             | 14            | 28            | 5             | 1 | 1        | 2        | 4        |          |          |
| 1999/2000    | HC IPB Pardubice             | ČHL          | 2   | 0             | 1             | 1             | 0             | —             | — | —        | —        | —        |          |          |
| 2000/2001    | HC Dukla Jihlava             | 1.ČHL        | 14  | 2             | 2             | 4             | 16            | —             | — | —        | —        | —        |          |          |
| 2000/2001    | HC IPB Pardubice             | ČHL          | 41  | 2             | 5             | 7             | 30            | 7             | 0 | 1        | 1        | 4        |          |          |
| 2001/2002    | HC Dukla Jihlava             | 1.ČHL        | 14  | 2             | 1             | 3             | 51            | —             | — | —        | —        | —        |          |          |
| 2001/2002    | HC IPB Pardubice             | ČHL          | 37  | 0             | 5             | 5             | 24            | 6             | 0 | 0        | 0        | 6        |          |          |
| 2002/2003    | HC ČSOB Pojišťovna Pardubice | ČHL          | 50  | 2             | 6             | 8             | 42            | 18            | 2 | 0        | 2        | 28       |          |          |
| 2003/2004    | HC ČSOB Pojišťovna Pardubice | ČHL          | 50  | 3             | 11            | 14            | 34            | 4             | 0 | 1        | 1        | 2        |          |          |
| 2004/2005    | Bílí Tygři Liberec           | ČHL          | 52  | 2             | 5             | 7             | 55            | 11            | 0 | 1        | 1        | 6        |          |          |
| 2005/2006    | HC Energie Karlovy Vary      | ČHL          | 51  | 3             | 5             | 8             | 56            | —             | — | —        | —        | —        |          |          |
| 2006/2007    | HC Energie Karlovy Vary      | ČHL          | 51  | 1             | 6             | 7             | 70            | 3             | 0 | 0        | 0        | 0        |          |          |
| 2007/2008    | HC Energie Karlovy Vary      | ČHL          | 52  | 4             | 5             | 9             | 48            | 12            | 0 | 1        | 1        | 18       |          |          |
| 2008/2009    | HC Energie Karlovy Vary      | ČHL          | 52  | 0             | 1             | 1             | 38            | 16            | 0 | 1        | 1        | 38       |          |          |
| 2009/2010    | BK Mladá Boleslav            | ČHL          | 50  | 2             | 4             | 6             | 68            | —             | — | —        | —        | —        |          |          |
| 2010/2011    | BK Mladá Boleslav            | ČHL          | 29  | 0             | 1             | 1             | 10            | —             | — | —        | —        | —        |          |          |
| 2010/2011    | HC Vrchlabí                  | 1.ČHL        | 9   | 1             | 2             | 3             | 4             | —             | — | —        | —        | —        |          |          |
| 2010/2011    | HK Ardo Nitra                | SHL          | 6   | 0             | 0             | 0             | 2             | 5             | 0 | 0        | 0        | 8        |          |          |
| 2014/2015    | HC Ledeč nad Sázavou         | KLLH         | 21  | 2             | 10            | 12            | 22            | 1             | 0 | 2        | 2        | 0        |          |          |
| 2015/2016    | BK Havlíčkův Brod            | 2.ČHL        | 34  | 1             | 15            | 16            | 48            | —             | — | —        | —        | —        |          |          |
| 2016/2017    | BK Havlíčkův Brod            | 2.ČHL        | 35  | 2             | 10            | 12            | 44            | 12            | 0 | 2        | 2        | 12       |          |          |
| Celkem v ČHL | Celkem v ČHL                 | Celkem v ČHL | 617 | 30            | 86            | 116           | 629           | 77            | 2 | 5        | 7        | 102      |          |          |

## Turnaje v Česku
| Rok    | Tým                          | Soutěž | Z  | G | A | B | TM |
| ------ | ---------------------------- | ------ | -- | - | - | - | -- |
| 2000   | HC ČSOB Pojišťovna Pardubice | ZC     | 8  | 0 | 0 | 0 | 6  |
| 2001   | HC ČSOB Pojišťovna Pardubice | TC     | 6  | 1 | 1 | 2 | 2  |
| 2002   | HC ČSOB Pojišťovna Pardubice | TC     | 7  | 0 | 0 | 0 | 12 |
| 2003   | HC ČSOB Pojišťovna Pardubice | TC     | 5  | 0 | 1 | 1 | 2  |
| 2007   | HC Energie Karlovy Vary      | TC     | 8  | 0 | 1 | 1 | 4  |
| 2008   | HC Energie Karlovy Vary      | TC     | 5  | 0 | 0 | 0 | 2  |
| 2009   | BK Mladá Boleslav            | TC     | 4  | 0 | 0 | 0 | 2  |
| 2010   | BK Mladá Boleslav            | TC     | 5  | 0 | 1 | 1 | 6  |
| Celkem | Celkem                       | Celkem | 58 | 1 | 4 | 5 | 36 |

## Reprezentace
| Rok                       | Tým                       | Soutěž                    | Z | G | A | B | TM |
| ------------------------- | ------------------------- | ------------------------- | - | - | - | - | -- |
| 2002/2003                 | Česko                     | EHT                       | 3 | 0 | 0 | 0 | 4  |
| Seniorská kariéra celkově | Seniorská kariéra celkově | Seniorská kariéra celkově | 3 | 0 | 0 | 0 | 4  |